# ایندرا کومار
ایندرا کومار (انگلیسی: Indra Kumar؛  – ) کارگردان و تهیه‌کننده اهل کشور هند است. وی برادر آریونا ایرانی است. از فیلم‌هایی که وی کارگردانی نموده می‌توان به دل و مادربزرگ معرکه اشاره نمود.